# H Persei

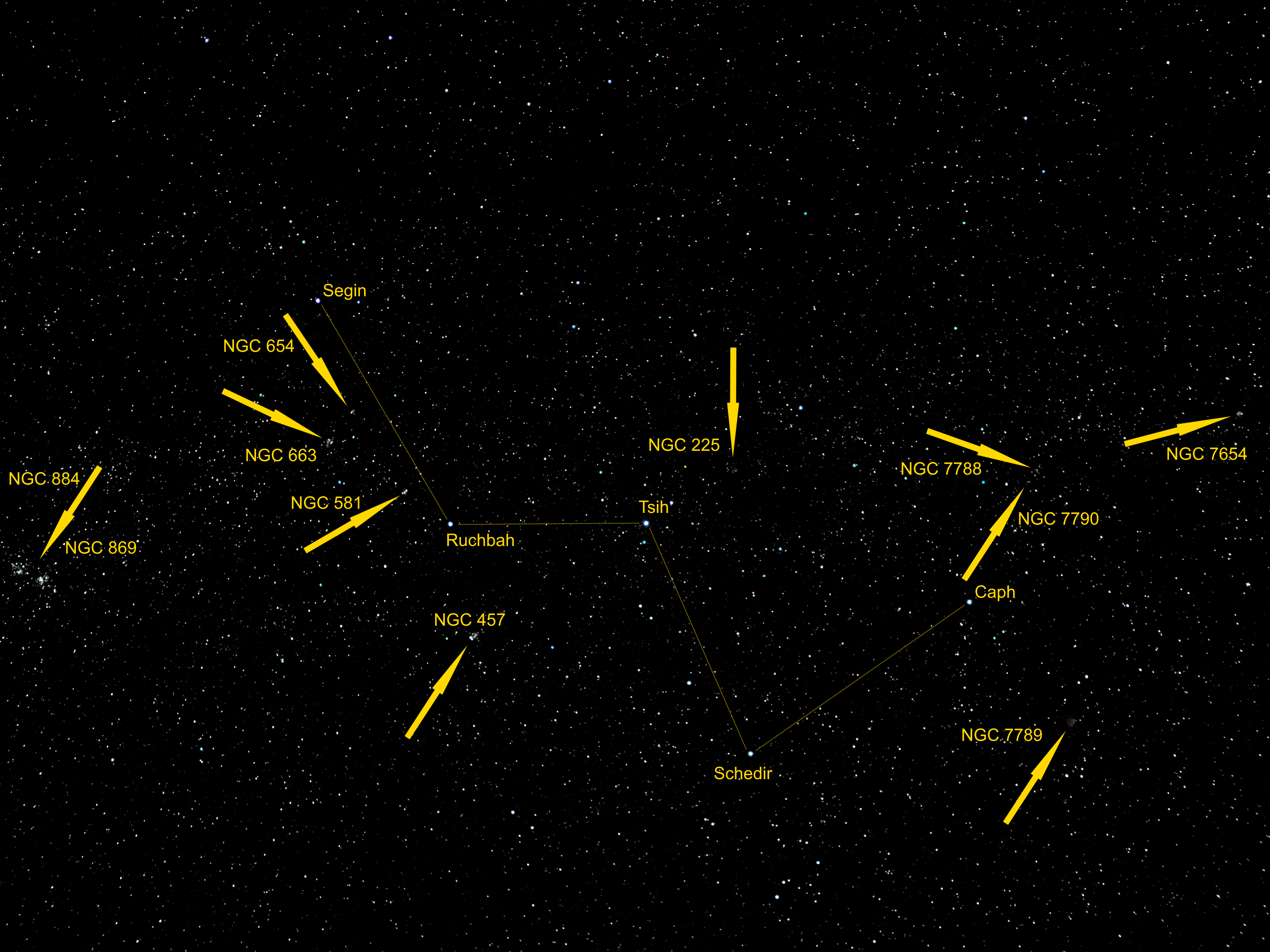
Das Sternbild Kassiopeia mit der Lage der Doppelsternhaufen χ Persei (NGC 884) und h Persei (NGC 869) sowie der Sternhaufen NGC 654, NGC 663, NGC 581, NGC 457, NGC 225, NGC 7788, NGC 7790, NGC 7789 und NGC 7654.

h Persei (NGC 869) und Chi Persei (χ Persei, NGC 884) sind zwei im Abstand von ca. 25 Bogenminuten (d. h. etwas weniger als einem Vollmond-Durchmesser) nahe beieinander liegende, offene Sternhaufen im Sternbild Perseus. Beide Sternhaufen sind relativ jung, ihr Alter wird je nach Methode auf 6 bis 13 Millionen Jahre geschätzt.
Die scheinbare Helligkeit von h Persei beträgt 5,3 mag bei einer Ausdehnung von 30 Bogenminuten. Mit bloßem Auge ist h Persei als schwaches Nebelfleckchen erkennbar.
Das Objekt wurde bereits im Jahr 130 v. Chr. von dem griechischen Astronomen Hipparch beschrieben. Der deutsch-britische Astronom William Herschel beobachtete es am 1. November 1788. Im Caldwell-Katalog teilt sich NGC 869 zusammen mit seinem Nachbarsternhaufen die Nummer 14.

## Sterne (Auswahl)
| Name        | scheinbare Helligkeit | Spektral- klasse | Eigenbewegung (mas/a) Rektaszension | Eigenbewegung (mas/a) Deklination | Entfernung (Lj) |
| ----------- | --------------------- | ---------------- | ----------------------------------- | --------------------------------- | --------------- |
| HD 14134    | 6,57                  | B3 Ia            | −0,64                               | −1,29                             | 8000            |
| HD 14143    | 6,70                  | B3 I             | −0,35                               | −1,28                             | 7600            |
| HD 14052    | 7,79                  | B1 Ib            | −0,41                               | −1,19                             | 7000            |
| V757 Persei | 7,83                  | B0.7 I           | −0,04                               | −0,99                             | 11000           |
| HD 13969    | 8,02                  | B0.5 I           | +0,74                               | −2,28                             | 7800            |
| BD +56° 473 | 8,07                  | B1 III/Ve        | −0,39                               | −1,15                             | 8800            |

Anmerkungen:
1. ↑  Parallaxe gemäß Gaia DR2 mit großem Fehlerbereich

## Umgebendes Halo
ESO-Astronomen haben 2019 mit dem Astrometrie-Satelliten GAIA die Sternfelder rund um h Persei untersucht. Demnach ist der Sternhaufen – ebenso wie sein Nachbar Chi Persei – von einem Halo umgeben, der 6–8 mal größer als der Haufen selbst ist. Darin finden sich Filamente, die bis zu 200 pc weit reichen und Überreste von primordialen Strukturen sind. Die Gezeitenkräfte, die zur allmählichen Auflösung solcher Sternentstehungsgebiete führen, sind komplexer als früher angenommen.